# Dak ging to lung
Dak ging to lung (特警屠龍P), noto anche con il titolo internazionale Tiger Cage, è un film del 1988 diretto da Yuen Wo Ping. La pellicola ha avuto due seguiti tematici diretti dal medesimo regista: Sai hak chin (1990) e Leng mian ju ji shou (1991).

## Trama
Sei agenti dell'unità antidroga sono diventati con il passare del tempo una squadra affiatata, tuttavia uno di essi viene improvvisamente ucciso al termine dell'operazione. I restanti cinque scoprono il mandante e riescono a ucciderlo, ma la verità finisce per essere ben meno ovvia delle apparenze.

## Distribuzione
Ad Hong Kong la pellicola è stata distribuita dalla D&B Films, a partire dal 28 luglio 1988.